# Issidomimus
Issidomimus is een geslacht van wantsen uit de familie van de Ceratocombidae (Bladmoswantsen). Het geslacht werd voor het eerst wetenschappelijk beschreven door Karl Alfred Poppius in 1910 .

## Soorten
Het genus bevat de volgende soorten:

- Issidomimus remingtoni Wygodzinsky, 1950
- Issidomimus signatus Poppius, 1910